# Petelinjsko jezero
Petelinjsko jezero je eno največjih presihajočih jezer v Pivški kotlini, nahaja se severovzhodno od Slovenske vasi v smeri proti vasi Trnje oz. cerkvi sv. Trojice. Območje jezera je del velikega kraškega polja, po katerem teče reka Pivka in jezero se polni oz. prazni v odvisnosti od količine vode, ki priteka z okoliških hribov. Za Palškim jezerom je drugo največje v skupini pivških jezer in v njem voda ostaja najdlje, do pol leta vsako leto - polno je spomladi od aprila do začetka sušnega obdobja, včasih pa tudi jeseni; ob najvišjem vodostaju je na najglobji točki globoko 5–7 m in ima površino 55 ha. Ob močnem deževju se lahko napolni v enem tednu. Je ovalne oblike, z daljšo stranico dolgo okoli kilometra in krajšo okoli pol kilometra. Njegovo dno je skoraj ravno, pri približno 530 metrov nadmorske višine. Voda pronica skozenj in v njem ni povezav s podzemljem. Pritočna je vzhodna stran jezera, na severni in južni strani jezera pa so ponori in estavele.
|  |

## Favna in flora
Zaradi presihanja in dejstva, da ni neposredno povezano z ostalimi vodami, v jezeru ni rib. Favnistične raziskave sodelavcev Nacionalnega inštituta za biologijo konec 90. let so razkrile, da je v njem prisotnih 13 vrst vodnih nevretenčarjev. Favna v jezeru je prilagojena na dolgotrajna sušna obdobja, ko v njem ni vode. Nevretenčarji ta obdobja preživijo v obliki jajčec oz. cist in se masovno pojavijo ko voda spet priteče ter hitro zaključijo življenjski krog.
V sušnem obdobju je dno poraslo s travami in zelnatimi rastlinami. Bregovi so zaraščeni z borom.

## Petelinjsko jezero in ljudje
Jezero si tradicionalno lastijo prebivalci vasi Petelinje, čeprav se v bližini nahajata še Slovenska vas in Trnje. Po izročilu je bilo lastništvo jezera predmet spora med vaščani različnih vasi, a je na podlagi krive prisege župana Petelinjega ob sodbi pripadlo Petelinjcem.
Ker območje velik del leta prekriva voda, ni uporabno za poljedelstvo in za razliko od Palškega jezera tudi za pašo ne, saj se v obdobju ko je presušeno ne zaraste dovolj. Zato so vaščani Petelinjega pasli živino le ob robu in v okolici, dno jezera pa izkoriščali predvsem za pridobivanje sena. S košnjo so pričeli konec avgusta. Zaradi obilice česna, ki raste tam, seno ni bilo uporabno za krmo goveda in so z njim krmili samo konje. Dno vsako leto pokosijo še danes. Zelišča, predvsem brinje, pa tudi ozkolistni trpotec, navadni rman, materino dušico in druge so domačinke po dnu ter okolici nabirale za zdravilne pripravke. Druga dejavnost v povezavi z jezerom od konca 18. do sredine 20. stoletja je bilo ledarstvo - pivški kmetje so pozimi tu lomili led in ga spravili do pomladi, nato pa na vozovih vozili v Trst.
V preteklosti je bilo območje jezera del vojaškega poligona, ki ga je v ta namen uporabljala že avstro-ogrska vojska, po njej pa tudi italijanska in jugoslovanska. V času vojaških vaj so prebivalcem Petelinjega izplačevali odškodnino za nezmožnost uporabe območja. Od leta 1991 se ne uporablja več v vojaške namene, še vedno pa so v dnu ostanki streliva, tankovske sledi in luknje od granat.
Danes je kot del naravnega območja posebnega varstvenega pomena Snežnik - Pivka jezero vključeno v omrežje Natura 2000. Razvoj se usmerja predvsem v dejavnost sonaravnega turizma.